# Hantam
Hantam es un municipio local sudafricano situado en el distrito de Namakwa, en la provincia de Cabo Septentrional.

## Superficie
Hantam tiene una superficie de 39 085 km².

## Demografía
En 2022, tenía 22 281 habitantes, una densidad poblacional de 0,57 hab./km², y 5326 viviendas.